# ブリストル郡 (ロードアイランド州)
ブリストル郡（英: Bristol County）は、アメリカ合衆国ロードアイランド州にある郡。人口は5万0672人（2021年推計） 。郡庁所在地は、ブリストルである。
1747年にロードアイランド州とマサチューセッツ州の境界線を巡る交渉の結果、マサチューセッツ州ブリストル郡から分離する形で設立された。

## 地理
アメリカ合衆国統計局によると、ブリストル郡は総面積116 km2 (45 mi2) である。このうち64 km2 (25 mi2) が陸地で44.80%の52 km2 (20 mi2) が水域となっている。

### 隣接する郡
- プロビデンス郡（北）
- ブリストル郡 (マサチューセッツ州)（東）
- ニューポート郡（南）
- ケント郡（西）

## 人口動勢
2000年現在の国勢調査で、ブリストル郡は人口50,648人、19,033世帯、及び13,361家族が暮らしている。人口密度は792/km2 (2,052/mi2) である。311/km2 (805/mi2) の平均的な密度に19,881軒の住宅が建っている。この郡の人種的な構成は白人96.81%、アフリカン・アメリカン0.69%、先住民0.16%、アジア1%、太平洋諸島系0.03%、その他の人種0.3%、及び混血1.01%である。この人口の1.13%はヒスパニックまたはラテン系である。アメリカ合衆国統計局は大多数がポルトガル系住民だという合衆国内の2つの郡の1つであると、ブリストル郡を報告している（他は隣接するマサチューセッツ州ブリストル郡である）。
19,033世帯のうち、31.80%が18歳未満の子供と一緒に生活しており、57.30%は夫婦で生活している。9.90%は未婚の女性が世帯主であり、29.80%は家族以外の住人と同居している。25.10%は独身の居住者が住んでおり、11.20%は65歳以上で独居である。1世帯の平均人数は2.52人であり、家庭の場合は、3.04人である。
この郡内の住民は22.90%が18歳未満の未成年、18歳以上24歳以下が9.50%、25歳以上44歳以下が27.40%、45歳以上64歳以下が23.40%、及び65歳以上が16.70%にわたっている。中央値年齢は39歳である。女性100人ごとに対して男性は93.10人である。18歳以上の女性100人ごとに対して男性は89.50人である。
この郡の世帯ごとの平均的な収入は50,737米ドルであり、家族ごとの平均的な収入は63,114米ドルである。男性は41,902米ドルに対して女性は28,985米ドルの平均的な収入がある。この郡の一人当たりの収入 (per capita income) は26,503米ドルである。18歳未満の6.20%並びに65歳以上の9.60%を含む、女性の約4.40%及び人口の6.30%は貧困線以下である。

## 市町村
- アナワムスカット (Annawomscutt)
- バリントン (Barrington)
- ベイスプリング (Bay Spring)
- ビーチテラス (Beach Terrace)
- ブリストル
- ブリストルハイランズ (Bristol Highlands)
- コッグシャル (Coggeshall)
- イーストウォレン (East Warren)
- ローレルパーク (Laurel Park)
- ネイヤット (Nayatt)
- ペックコーナー (Peck Corner)
- トイセット (Touisset)
- トイセットハイランズ (Touisset Highlands)
- ウエストバリントン (West Barrington)
- ウォーレン